# Apremont (Oise)
Apremont é uma comuna francesa na região administrativa de Altos da França, no departamento de Oise. Estende-se por uma área de 13,62 km². Em 2010 a comuna tinha 670 habitantes (densidade: 49,2 hab./km²).